# Pécsi gettó
Pécsett a 19. századtól kezdett valódi zsidó közösség kialakulni. A városban 1788-ban még csak ketten kaphattak jogot a megtelepedésre, 1841-ben azonban már 30 fő volt a hitközség létszáma. A pécsi zsidók 1868-ban fogtak templomépítésbe, amelyet 1869. július 22-én avattak fel. A zsidó lakosság a 19-20. század fordulóján elérte az összlakosság 10 százalékát.
1939-ben az Országgyűlés meghozta a "második zsidótörvényt", mely számos közéleti és gazdasági korlátozó rendelkezést tartalmazott. Ennek alapján kényszerítették 1944-ben nem csak a zsidó hitvallású, de a más vallású, ám zsidó származású pécsi polgárokat is az újonnan kialakított gettóba. A Budapesti Közlönyben 1944. április 28-án jelent meg a rendelet a zsidók lakóhelyének kijelölésével kapcsolatos kérdések szabályozása tárgyában. Ez alapján Pécs város hatósága 1944. május 6-án a „zsidók számára elkülönített városrészként” egy a vasúthoz közel eső, akkor városszéli területet jelölt ki. Ez 50 családi házat és a 90 lakásos MÁV-bérházat foglalta magába. A "zárt terület" kijelölése után a városi hatóság felszólította az ott lakókat a házaik és lakásaik május 15-ig való kiürítésére, és az igények felmérésével kiutalta nekik a volt zsidó lakásokat. Ezzel egyidejűleg a pécsi Zsidók Központi Tanácsa megkapta a gettóban lévő lakások címlistáját azzal, hogy maga határozza meg, mely zsidók fognak egy fedél alatt élni. Először a zsidó családok összeköltöztek, hogy a gettó területéről kiköltöztetett keresztények a lakásaikba költözhessenek, majd a kiürülő gettóbeli lakásokba és családi házakba beköltöztek  a zsidók.
A május első heteiben lezajlott költözést követően a pécsi gettót május 20-án 18 órakor lezárták. A sárga csillag viselésére kötelezett zsidók ettől az időponttól csak igazolvánnyal, dolgozni járhattak ki a városba. A gettó területén belül este 9 órától kijárási tilalom volt érvényben, csak a gettóban felállított zsidó botos őrség közlekedhetett az utcán. A gettóban lévőknek nem volt szabad a gettó kerítéséhez egészen közel menni. A külső őrszolgálatot a pécsi rendőr-főkapitányság tíz fegyverese és a gestapo látta el.
A gettóból a fegyveres őrszolgálat ellenére nem volt lehetetlen a szökés, azonban a menekülőknek nem lett volna hova menniük, így mindössze egyetlen eset ismert: Wiesenberg Klára zongoratanárnő, akinek vőlegénye lovag Martyn Ferenc festőművész, a város művésztársadalmának közismert nem zsidó tagja volt, június végén a városi kertészetből – ahol zsidó nőket dolgoztattak a gettó felszámolásáig – nem tért vissza a gettóba munkatársaival. Mivel vőlegénye lakásán nem rejtőzhetett, Martyn egyedül élő ismerőse, Szücsi Géza bújtatta lakásán, ám Szücsi egyik kommunista – ezért megbízhatónak gondolt – ismerőse feljelentette őket. Szücsi Gézát letartóztatták és internálták. Wiesenberg Klára sikeresen elkerülte a letartóztatást, átkelt a Mecseken, majd vonattal Kaposvárra, onnan pedig Dombóvárra utazott, ott várta a fővárosban tartózkodó vőlegényét. A dombóvári vasútállomáson letartóztatták és visszavitték a gettóba. Visszatért a deportálásból, Martyn Ferenc 1945-ben feleségül vette.
Június 28-29-én az összes zsidót átterelték a volt Lakits-laktanya területére, minden vagyontárgyukat elvették. A férfiakat motozásnak vetették alá, a nőket testüregi motozásnak is, hogy ne csempészhessék magukkal ékszereiket. Ugyanilyen megfontolásból még élelmiszert sem vihettek magukkal. Július 4-én a pályaudvarra, ott pedig vagonokba terelték a zsidókat, de kórházi betegek és az elmeosztályon fekvők szintén velük mentek. A gettót megszüntették, július 4-én és 6-án egy-egy vonattal az összes pécsi és Pécs környéki zsidót Auschwitzba szállították, ahonnan  közel 90%-uk nem tért vissza.
A pécsi gettó létrehozásában szerepe volt Esztergár Lajos pécsi polgármesternek, aki készségesen segédkezett a gettó kialakításában, majd a zsidók deportálásában, illetve dr. Németh László pécsi rendőrfogalmazónak, a helyi gettó parancsnokának, akit később a Népbíróságok Országos Tanácsa népellenes bűntettekért tíz év és tíz hónap fegyházbüntetésre ítélt.